# Кравата
Кравата је одевни предмет који носе мушкарци око врата. Кравата је вероватно еволуирала од обичне мараме око врата која је имала вишеструку функцију а не само украсну. Да се стави преко лица ради заштите од прашине приликом јахања, да се њоме превије и учврсти рана, да упија зној око врата или да се стави на главу како заштита од сунца. Такође се користила и као филтер за филтрирање механички нечисте воде.
Варијанте укључују аскот, машну, боло, кравату са патент затварачем, крават и плетиво. Модерна кравата, аскот и лептир машна потичу од кравате. Кравате су углавном мале величине, али могу бити доступне у дужој величини. У неким културама мушкарци и дечаци носе кравате као део редовне канцеларијске или свечане одеће. Неке жене их такође носе, али обично не тако често као мушкарци. Кравате се такође могу носити као део униформе (на пример, војска, школа, конобари), док неки бирају да их носе као свакодневну одећу. Кравате се традиционално носе са закопчаним горњим дугметом кошуље, а чвор кравате лежи између крајева крагне.

## Историја
Кравата која се проширила из Европе потиче од плаћеника који су служили у Француској током Тридесетогодишњег рата (1618–1648). Ови плаћеници из Војне крајине, који су носили своје традиционалне мале, чвороване вратне мараме, изазвали су интересовање Парижана. Дечак-краљ Луј XIV почео је да носи чипкасту кравату око 1646. године, када је имао седам година, и поставио је моду за француско племство. Овај нови одевни предмет покренуо је модну помаму у Европи; мушкарци и жене су носили комаде тканине око врата. Од када их је увео француски краљ, мушкарци су носили чипкане кравате, или жаботе, за чије је уређење било потребно много времена и труда. Ове кравате су често биле везане узице за кравате, уредно сложене и везане у машну.
Међународни дан кравате обележава се 18. октобра у разним градовима широм света, укључујући Даблин, Тибинген, Токио, Сиднеј и друге градове.

## Употреба међу женама
Кравате су понекад део униформи које носе жене, што би данас могло бити потребно у професијама као што су ресторани и полицијске снаге. У многим земљама, девојке су данас обавезне да носе кравате као део униформе за основну и средњу школу.
Жене такође могу користити кравате као модни израз. Током касних 1970-их и 1980-их, није било неуобичајено да младе жене у Сједињеним Државама носе кравате као део лежерне одеће. Овај тренд је популаризовала Дајана Китон која је носила кравату као главни лик у Ени Хол 1977. године.
Године 1993. кравате су се поново појавиле као истакнути модни додаци за жене иу Европи и у САД. Канадска уметница Аврил Лавињ је на почетку каријере носила кравате са мајицама без рукава.

## Прилике за кравате
Традиционално, кравате су устаљена канцеларијска одећа, посебно за професионалце. Заговорници места кравате у канцеларији тврде да кравате уредно разграничавају радно и слободно време.
Теорија је да физичко присуство нечега око вашег врата служи као подсетник да се спустите и фокусирате на посао који вам је при руци. Насупрот томе, попуштање кравате после посла сигнализира да се човек може опустити.
Ричард Брансон, оснивач Виргин групе, верује да су кравате симбол угњетавања и ропства.
Изван ових окружења, кравате се обично носе посебно када се присуствује традиционално формалним или професионалним догађајима, укључујући венчања, важне верске церемоније, сахране, интервјуе за посао, појављивања на суду и фино ручавање.

## Опозиција краватама

### Хришћанске деноминације подучавају обичну одећу
Међу многим хришћанским деноминацијама које уче доктрину обичног одевања, мушкарци не носе дуге кравате; ово укључује многе анабаптистичке заједнице (као што је Конзервативна менонитска конференција), традиционалне квекере (који гледају на кравате као да су у супротности са њиховим сведочанством о једноставности) и неке методисте светости (као што су реформисани слободни методисти који гледају на кравате као сукоб са вером у спољашњу светост).

### Сентимент против кравате
Почетком 20. века, број канцеларијских радника је почео да се повећава. Многи такви мушкарци и жене су морали да носе кравате, јер се сматрало да то побољшава радни став, морал и продају. Уклањање кравате као друштвеног и пословног захтева (а понекад и забрана) је модеран тренд који се често приписује успону популарне културе. Иако је била уобичајена као свакодневна ношња још 1966. године, током година 1967–69, кравата је скоро свуда изашла из моде, осим тамо где је била обавезна. Осамдесетих година 20. века дошло је до оживљавања, али 1990-их, кравате су поново пале у немилост, при чему су многе компаније засноване на технологији имале захтеве за лежерном одећом, укључујући Епл, Амазон, Ибеј, Џенентех, Мајкрософт, Монсанто и Гугл.
У западној пословној култури појавио се феномен познат као лежерни петак, у којем запослени не морају да носе кравате петком, а затим – све чешће – другим, најављеним, посебним данима. Нека предузећа су продужила дане за лежерно одевање до четвртка, па чак и среде; другима су потребне кравате само у понедељак (за почетак радне недеље). У компанији за намештај IKEA кравате нису дозвољене.
Пример осећања против кравате налази се у Ирану, чији су теократски владари осудили овај модни додатак као декадентни симбол европског угњетавања. Крајем 1970-их (у време Исламске револуције), припадници америчке штампе су чак метонимизирали иранске тврдолинијаше као турбане, а његове умерене као кравате. До данас је већина иранских мушкараца у Ирану задржала кошуљу са дугим рукавима у западном стилу и троделно одело, искључујући кравату. Већина иранских мушкараца у иностранству носи кравате.
Разни покрети под- и контракултуре на кравате гледају као на симбол потчињавања и ропства (тј. поседовања симболичног ланца око врата) корумпираној друштвеној елити, као „платног роба“.
Током 60 година, дизајнери и произвођачи кравата у Сједињеним Државама били су чланови Удружења одевних детаља за мушкарце, али се та трговачка група затворила 2008. као резултат опадања чланства због опадања броја мушкараца који носе кравате.
Године 2019, амерички председнички кандидат Ендру Јанг привукао је пажњу када се појавио на телевизијским председничким дебатама без кравате. Јанг је одбацио медијска питања о томе, рекавши да би бирачи требало да се фокусирају на важнија питања.
Новозеландски члан парламента Равири Вајитити гласно се противио краватама, називајући их „колонијалном омчом”. У фебруару 2021. избачен је из парламента, јер је одбио да носи кравату, привлачећи пажњу и парламентарну дебату, што је на крају довело до тога да је захтев избачен из одговарајућих услова за пословну одећу у новозеландском парламенту за мушкарце.